# Trans-Canada Air Lines
 (décembre 2022).

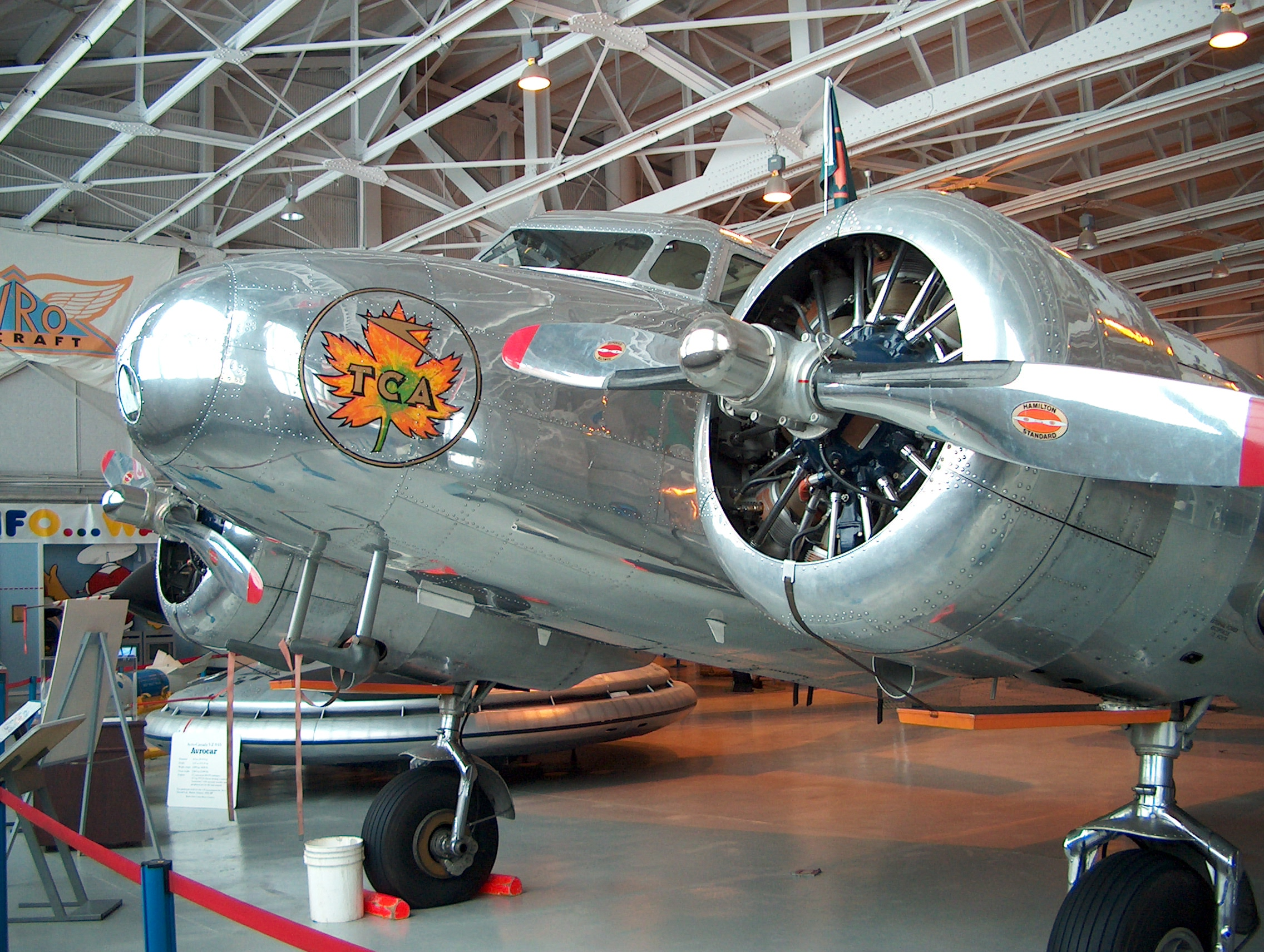
Un L-10A Electra immatriculé "CF-TCC", de la Trans-Canada Air Lines au Western Canada Aviation Museum

Trans-Canada Air Lines ou TCA était la compagnie aérienne nationale du Canada dont le siège social était basé à Montréal au Québec. Son premier vol a été effectué le 1er septembre 1937 de Vancouver à Seattle. En 1942 la Canadien Pacific Railway a voulu enlever de la clientèle à la TCA en créant la Canadian Pacific Air Lines. En 1964, le ministre Jean Chrétien a proposé de changer le nom de la TCA pour le nom bilingue Air Canada. En 1989, Air Canada a été privatisé.

## Histoire de la compagnie
En 1945, la compagnie achète 30 DC-3, qui avaient servi pendant la Seconde Guerre mondiale. Ces avions furent utilisés pour des vols intérieurs au Canada. Pour ses lignes long-courrier, comme l'Europe, la Jamaïque, et les Bermudes, Trans Canada Air Lines acheta des L-1049 Constellation et des DC-4. À partir de 1960, la compagnie reçut progressivement ses nouveaux Douglas DC-8. En 1964, Trans Canada Air Lines devient Air Canada.